# Okres Nisporeni
Nisporeni je okres v středozápadním Moldavsku. Žije zde okolo 53 tisíc obyvatel a jeho sídlem je město Nisporeni. Na jihozápadě sousedí s Rumunskem, na západě s okresem Ungheni, na severu s okresem Călărași, na východě s okresem Strășeni a na jihu s okresem Hîncești.